# Geiersberg (Steigerwald)
Der Geiersberg mit einer Höhe von 440 m ü. NHN gehört zu den niedrigeren Bergen an der Westflanke des Steigerwalds. Er befindet sich sowohl in Geiersberg, einem gemeindefreien Gebiet, als auch in Oberschwarzach, einem Markt im südlichen Teil des Landkreises Schweinfurt im bayerischen Regierungsbezirk Unterfranken.

## Geographische Lage
Der Geiersberg liegt an der Westflanke des Mittelgebirges Steigerwalds, das größtenteils mit dem Naturpark Steigerwald übereinstimmt. Er erstreckt sich entlang einer Linie mit mehreren höheren Erhebungen und ragt weit in die vorgelagerte, flachere Landschaft, die etwa 110 Höhenmeter tiefer liegt. Ähnlich wie der nördlich gelegene Stollberg wirkt der Berg besonders markant von seiner westlichen Seite aus betrachtet. An der nördlichen, östlichen und südlichen Seite ist der Berg bewaldet. Entlang seiner westlichen Flanke, die ins Steigerwaldvorland hineinragt, wird Weinanbau betrieben. Am östlichen Bergrücken entspringt ein Quellarm des Handthaler Grabens, welcher ein Zufluss der mittleren Ebrach ist. Östlich des Berges liegt mit dem Naturwald Waldhaus eines der bedeutendsten Waldschutzgebiete Bayerns. Am Fuße des Berges befinden sich die Ortschaften Handthal, ein Ortsteil von Oberschwarzach, sowie Oberschwarzach selbst. Im Süden liegt zudem Kammerforst. Erwähnenswert ist auch die Vierzehn-Nothelfer-Kapelle, die sich am westlichen Teil des Berges auf etwa 338 m ü. NHN befindet.

## Naturschutz
Der Geiersberg liegt innerhalb des Naturparks Steigerwald. Zudem ist der Geiersberg komplett in die Schutzzonen des FFH-Gebiets Buchenwälder und Wiesentäler des Nordsteigerwalds sowie des Vogelschutzgebiets Oberer Steigerwald integriert.